# Richard Vater
Richard Friedrich Eduard Vater (* 26. April 1865 in Kempen, Kreis Schildberg; † 9. Januar 1919 in Berlin) war ein deutscher Maschinenbauingenieur.

## Leben
Richard Vater wurde als Sohn des Geheimen Justizrates Friedrich Vater geboren. Nach dem Besuch des Gymnasiums in Breslau studierte er an der Technischen Hochschule München und der Technischen Hochschule Charlottenburg Maschinenbau. 1889 wurde er Mitglied des Corps Vitruvia München. Das Studium schloss er in  Berlin mit Auszeichnung ab. Nach einer neunmonatigen Studienreise durch Amerika war er zunächst als Assistent bei Alois Riedler an der Technischen Hochschule Charlottenburg und als Ingenieur bei den Hamburger Wasserwerken tätig.
1896 wechselte Vater als Dozent an die RWTH Aachen. 1900 wurde er als Nachfolger von Adolf Hörmann zum ordentlichen Professor für Maschinenlehre der Bergakademie Berlin berufen, wo er Maschinentechnik für Berg- und Hüttenleute lehrte. Mit der Eingliederung der Bergakademie in die Technische Hochschule Berlin ging er 1916 zu dieser über.
Vater verfasste zahlreiche Bücher über technische Thermodynamik und Wärmekraftmaschinen. Darüber hinaus publizierte er zu thermodynamischen Themen in Dinglers Polytechnischem Journal. Die Abschnitte Kolbendampfmaschinen und Dampfturbinen in der Hütte wurden von ihm bearbeitet. Er war Mitglied des Vereins Deutscher Ingenieure (VDI) und des Berliner Bezirksvereins des VDI.

## Auszeichnungen
- Ernennung zum Geheimen Bergrat

## Schriften
- Einführung in die technische Wärmelehre (Thermodynamik), 1916
- Praktische Thermodynamik: Aufgaben und Beispiele zur technischen Wärmelehre, 1918
- Hebezeuge: Hilfsmittel zum Heben fester, flüssiger und gasförmiger Körper, 2. Auflage 1918
- Die Maschinenelemente, 2. Auflage 1915, 3. Auflage 1919
- Die Dampfmaschine. Teil 1: Wirkungsweise des Dampfes im Kessel und in der Maschine, 4. Auflage 1918; Teil 2: Ihre Gestaltung und Verwendung, 2. Auflage 1918
- Die neueren Wärmekraftmaschinen. Teil 1: Einführung in die Theorie und den Bau der Gasmaschinen, 5. Auflage 1918; Teil 2: Gaserzeuger, Großgasmaschinen, Dampf- und Gasturbinen, 4. Auflage 1918